# ديفيد ر. بورتر
ديفيد ر. بورتر (بالإنجليزية: David R. Porter)‏ هو سياسي أمريكي، ولد في 31 أكتوبر 1788 في الولايات المتحدة، وتوفي في 6 أغسطس 1867 في هاريسبرج في الولايات المتحدة بسبب مرض. حزبياً، نشط في الحزب الديمقراطي. وقد انتخب عضو مجلس نواب بنسيلفانيا وانتخب حاكم ولاية بنسلفانيا ‏ (15 يناير 1839 – 21 يناير 1845) وانتخب عضو مجلس ولاية بنسيلفانيا.